# Jim LeRoy
Jim LeRoy, ameriški aerobatski pilot, * 5. april 1961, † 28. julij 2007, Dayton, Ohio, ZDA. 
LeRoy je predhodno služil med ameriškimi marinci kot izvidnik/ostrostrelec. Iz aeronavtičnega inženirstva si je kasneje pridobil magisterij, kot tudi letalsko licenco s strani Airframe and Powerplant (A&P). Uveljavil se je kot aerobatski pilot in kot član nastopaške pilotske skupine X-Team.

## Letalsko ozadje
LeRoy je na letalsko sceno stopil s solo nastopi, s katerimi si je pridobil ugled zavoljo svojih energičnih aerobatskih predstav. Leta 2003 se je pridružil uspešni skupini nastopaških pilotov, imenovani X-Team. Člani skupine so sami sebe pogosto imenovali Masters of Disaster (Mojstri nesreče). Nastopi skupine so največkrat obsegali tri pilote, ki so istočasno izvajali kaotične in prepletajoče akrobacije. Piko na i njihovim nastopom je običajno dodalo nekaj tovornjakov, ki so krožili po pisti na tleh in s tem proizvajali oblake dima, ki so drznim akrobacijam dodajali še dodatno stopnjo drame. Po dveh sezonah uspešnih turnej in nastopov je skupina svojo prvo nesrečo doživela 10. julija 2005, ko sta med rutinskim nastopom v zraku trčila Jimmy Franklin in Bobby Franklin. Oba sta v nesreči umrla, medtem ko se je LeRoy trčenju uspel izogniti in je varno pristal.
LeRoy je bil eden izmed zgolj 11 pilotov, ki so prejeli tako Nastopaško nagrado Arta Scholla (2002) kot Nastopaško nagrado Billa Barberja (2003). Bil je tudi med zgolj peščico nastopaških pilotov, ki jim je letenje pred publiko predstavljalo polno zaposlitev in ki so si s tovrstnim letenjem tudi služil vsakdanji kruh.
LeRoy je držal naslednje pilotske naslove: enomotorni pilot, večmotorni pilot, letalski inštruktor, helikopterski pilot, helikopterski inštruktor, inštruktor letalske opreme in ocenjevalec aerobatske sposobnosti.

## Smrt
LeRoya so proglasili za mrtvega 28. julija 2007 v vojaškem helikopterju MEDEVAC, medtem ko so ga skušali prepeljati v bolnišnico Miami Valley Hospital v Daytonu, Ohio, ZDA. Pred tem je ob 2:15 popoldne po severnoameriškem času v sklopu X-Teamove letalske aerobatske predstave Vectren Dayton Air Show strmoglavil med akrobacijo v svojem letalu S2S Bulldog II. O nesreči so medijska poročila zapisala, da je LeRoy izvajal akrobatski manever 1/2 Cuban 8 in obrat okoli 45-stopinjske vertikalne linije in da si je opomogel prenizko in je zato trčil v tla. Stezo je zadel pri hitrosti 322 km/h (200 milj/h), a jo je zadel v horizontalni smeri, tako da je bila po izračunih dejanska hitrost trka bistveno nižja, okoli 120 km/h (75 milj/h). Letalo je po trku odfrčalo naprej, kmalu so LeRoya zajeli tudi plameni. Mrliški oglednik je kasneje v svojem poročilu ugotovil, da je LeRoy umrl ob trku zaradi zlomljenega vratu in da je utrpel tudi hude opekline.
LeRoya sta preživela žena Joanie in sin Tommy.